# Аренигский ярус
| Подразделения ордовика в ОСШ (Россия), 1993 год |         |                |
| система                                         | отдел   | ярус           |
| Ордовик                                         | Верхний | Ашгиллский     |
| Ордовик                                         | Средний | Карадокский    |
| Ордовик                                         | Средний | Лландейловский |
| Ордовик                                         | Средний | Лланвирнский   |
| Ордовик                                         | Нижний  | Аренигский     |
| Ордовик                                         | Нижний  | Тремадокский   |

Аренигский ярус — второй снизу ярус ордовикской системы в Общей стратиграфической шкале. Получил название в 1852 году по горе Арениг (Arenig) в Уэльсе. Нижняя граница аренигского яруса совпадает с границей флоского яруса в Международной стратиграфической шкале. По состоянию на 2022 год не используется в стратиграфической шкале России.
Для морских отложений аренигского яруса характерен комплекс граптолитов (зоны Tetragraptus approximatus или T. phyllograptoides), трилобитов и брахиопод.
В аренигских отложениях Южного Уэльса обнаружены двустворчатые моллюски.